# El Mezquite, Chihuahua
El Mezquite är en ort i Mexiko.   Den ligger i kommunen Ojinaga och delstaten Chihuahua, i den norra delen av landet, 1 300 km nordväst om huvudstaden Mexico City. El Mezquite ligger 818 meter över havet och antalet invånare är 105.
Terrängen runt El Mezquite är platt åt nordost, men åt sydväst är den kuperad. Runt El Mezquite är det mycket glesbefolkat, med 3 invånare per kvadratkilometer. Närmaste större samhälle är Ojinaga, 13,3 km öster om El Mezquite. Omgivningarna runt El Mezquite är i huvudsak ett öppet busklandskap.